# Odontomyia rhodaspis
Odontomyia rhodaspis är en tvåvingeart som beskrevs av James 1980. Odontomyia rhodaspis ingår i släktet Odontomyia och familjen vapenflugor.
Artens utbredningsområde är Madagaskar. Inga underarter finns listade i Catalogue of Life.